# André Mocquereau

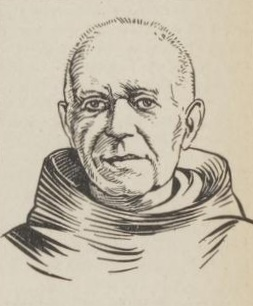
André Mocquereau

André Mocquereau OSB (* 6. Juni 1849 in La Tessoualle, Département Maine-et-Loire; † 18. Januar 1930 in Solesmes, Département Sarthe) war ein Benediktinermönch der zwischen Angers und Le Mans in Nordwest-Frankreich gelegenen Abtei Sankt Peter (Saint-Pierre) in Solesmes. Er war zunächst als Kaufmann ausgebildet worden. 1875 trat er ins Kloster ein. Seinen Arbeitsschwerpunkt bildete das Studium des Gregorianischen Chorals. Er war Herausgeber der Paléographie musicale. Er und der Benediktinermönch Joseph Gajard (1885–1972) gehören betreffs Aufführungspraxis bzw. Interpretation des Gregorianischen Chorals zur sogenannten Alten Schule von Solesmes.